# Vongoda
Vongoda (rus. Вонгода) je rijeka u Kotlaskom rajonu Arhangelske oblasti u Rusiji. To je lijevi pritok Sjeverne Dvine. Duga je je 58 km, s površinom porječja od 352 km2. Najveći pritok Vongode je Berjozovka (desni).
Vongoda izvire na zapadu Kotlaskog rajona  Arhangelske oblasti, teče prema sjeveroistoku i konačno se ulijeva u Sjevernu Dvinu na sjeveru Kotlaskog rajona u blizini sela Fedotovskaja. Na lijevoj obali Vongode nalaze se selo Molodilovskaya i mnoga druga mala sela.